# Остров Бабушкина
Остров Бабушкина — остров в составе архипелага Новая Земля. Относится к территории городского округа Новая Земля Архангельской области России.
Расположен в заливе Чаева Баренцева моря у западного побережья острова Северный. Высшая точка — 40 м нум.
Назван в 1930 году экспедицией под руководством О. Ю. Шмидта и В. Ю. Визена на ледокольном пароходе «Георгий Седов» в честь полярного лётчика, Героя Советского Союза Михаила Сергеевича Бабушкина.